# Chantico
Chantico ("Ta, która mieszkała w domu") – w mitologii azteckiej bogini ognia, ogniska domowego i wulkanów.
Chantico przedstawiana była w koronie z kolców kaktusa lub w formie czerwonego węża. Do Chantico swe modły kierowali głównie złotnicy i jubilerzy oraz domownicy, którzy wierzyli, iż chroni ona wszystkie drogocenne rzeczy pozostawione w domu.